# Tauren
Los Tauren son una raza ficticia de minotauros, creada por Blizzard Entertainment para la tercera parte de la saga Warcraft.
Se trata de seres fuertes pero pacíficos, seguidores de creencias chamánicas y druídicas, además de ser creyentes en la Madre Tierra. Vivían originalmente en una región llamada Baldíos (Barrens) pero se vieron desplazados a la región de Mulgore, donde establecieron su ciudad capital Cima del Trueno (Thunder Bluff).
Se aliaron con los orcos, después de que estos se liberaran del control demoniaco, entrando a formar parte de la Horda junto con los trolls. Seguidamente se unieron a la Horda los No-muertos, Elfos de Sangre (Requiere Burning Crusade) y Goblin (Cataclysm). En la expansión "Mist of Pandaria" también comparten facción con los Pandarens.
Liderados por Cairne Pezuña de Sangre (Cairne Bloodhoof), amigo de Thrall desde la llegada de este último a Kalimdor, que ayudó a su tribu a defenderse de ataque de los Centauros, ahora en la expansión Cataclysm, son liderados por Baine Pezuña de Sangre (Baine Bloodhoof) en reemplazo de su padre quien fue asesinado por Garrosh Grito Infernal (Garrosh Hellscream). Los Tauren al igual que los trolls (Druida, Cataclysm)son las únicas razas del lado de la Horda que dominan el druidismo, gracias a que uno de ellos, el Archidruida Tauren Hamuul Runatótem (Hamuul Runetotem), trabó una fuerte amistad con Malfurión Tempestira (Malfurion Stormrage), Shan'do (archidruida) de los elfos nocturnos de Kalimdor. Malfurión transimitió sus enseñanzas a Hamuul y este al resto de los tauren. Así, Hamuul Runatótem se convirtió en el primer tauren druida después de 20 generaciones, lo que da a entender que ya hubo taurens practicantes de druidismo mucho tiempo antes.
Blizzard se inspiró claramente en la cultura de los indios americanos nativos para crear la cultura Tauren. Viven en tipis, suelen preferir las regiones áridas y rocosas y sienten un gran cariño y respeto por la naturaleza y la tierra.
En World of Warcraft son una raza jugable, del lado de la Horda.

## Apariencia
Los Tauren son bípedos enormes bovinos, con un aspecto semejante a los toros y sus mayores enemigos son los centauros. Pesan, en promedio, de trescientos cuarenta a quinientos kilos (setecientos cincuenta a mil cien libras) y pueden medir hasta tres metros y sesenta y cinco centímetros (doce pies) de altura (Cairne Bloodhoof es un poco más alto que el resto de su tribu). El Dimorfismo sexual está presente en la especie, siendo los varones ocho pies más altos con una estructura muscular más desarrollada. Las hembras son más pequeñas y delicadas, con cuernos de menor tamaño, pero siguen siendo muy fuertes y musculadas comparadas a otras razas. Los Chamanes Tauren son vistos ocasionalmente llevando su tótem ancestral, que es esencialmente un tronco tallado y pintado. Estos son también usados como armas, sobre todo por los más fuertes. Otros Chamanes llevan bastones o mazos, y aunque tienen la capacidad de aprender a cómo utilizar las dagas, su creencia enfocada a la ecología no les permite manejar espadas grandes.
Es de hacer notar que mientras los gráficos en Warcraft III pueden sugerir al Tauren como una criatura verdaderamente inmensa, siendo retratado como hombre-toro gigante de pecho pelado, las proporciones en el World of Warcraft están sesgadas intencionalmente. En este juego -- más realista en términos de escala -- el Tauren masculino es casi uniformemente de dos punto sesenta y cinco metros de altura; con ese tamaño, lo más probable es que pese menos que los anteriormente sugeridos cuatrocientos veinte kilos (promedio), aunque seguramente posee una densidad casi igual a los grandes mamíferos modernos, es considerable que pese más que los seres humanos.
Los dedos de las manos y pies de los Tauren han tenido cambios desde su génesis. El arte del concepto original los muestra con tres dedos y un pulgar, y los modelos en Warcraft III y en Warcraft III: The Frozen Throne lo reflejan. Sin embargo, en World of Warcraft, se les dio los antebrazos gruesos con dos dedos y un pulgar, siendo éstos probablemente el número correcto y final. En Warcraft III, el ícono para Warstomp, una habilidad del Tauren, demuestra un pie de un solo dedo, relacionado más con la pata de un caballo que con la de una vaca. Pese a esto, los modelos en el juego se muestran con pies hendidos, como vacas terrestres. En World of Warcraft, la estructura del pie cambia de nuevo, ahora es plano (desemejante a vacas verdaderas) y considerablemente redondeando en las extremidades de sus pies.

## Clases en World of Warcraft
Los tauren en WoW, pueden ser Druida, Guerrero, Cazador, Chamán y Caballero de la muerte, en la expansión Cataclysm, pueden ser Paladines y Sacerdotes, siendo llamados estos: Caminasoles.